# ديجا بايانو
دجافان دي ليما أروجو (بالبرتغالية: Djavan de Lima Araujo‏) المعروف باسم ديجا بايانو (بالبرتغالية: Dija Baiano‏) (ولد في 5 أبريل 1990 في فييرا دي سانتانا) هو لاعب كرة قدم محترف برازيلي و لعب سابقاً في نادي العروبة ونادي البكيرية.

## الإنجازات
- برازيليا
  - بطولة برازيلينزي (1): 2011
- فولتا ريدوندا
  - الدرجة الرابعة (1): 2016